# هوپرز کراسینگ، ویکتوریا
هوپرز کراسینگ (به انگلیسی: Hoppers Crossing) یک حومه شهر در استرالیا است که در ویکتوریا (استرالیا) واقع شده‌است.